# Benito Pérez Galdós
Benito Pérez Galdós, född 10 maj 1843 i Las Palmas, Gran Canaria, Spanien, död 4 januari 1920 i Madrid, var en spansk realismförfattare. Han är en av de främsta företrädarna för den spanska realismen.

## Biografi
Pérez Galdós avlade juridisk examen i Madrid men kom uteslutande att ägna sig åt författarverksamhet. 1886 utnämndes han av premiärminister Práxedes Mateo Sagasta till deputerad för distriktet Guayama i Puerto Rico. Han besökte aldrig distriktet men hade en person som höll honom informerad om händelserna i distriktet där han representerade befolkningen.
1897 invaldes han i Real Academia Española, den kungliga spanska akademin. 1907 blev han representant för det republikanska partiet i spanska parlamentet.
Sitt liv tillbringade han mest i Madrid, Toledo och Santander. Han besökte även England, vars kultur och litteratur han uppskattade. I sin prosadiktning hade han beröringspunkter med Charles Dickens, vars realism Pérez Galdós gjorde om till den spanska andans festivitas. Han var en av de främsta prosadiktarna i Spanien.
Pérez Galdós blev blind 1912 men fortsatte att diktera sina böcker under resten av sitt liv. Hans internationella berömmelse var dock liten, och så sent som 1950 var få av hans arbeten översatta till engelska språket. Han avled då han var 76 år gammal, strax efter att en staty hade rests över honom i Retiroparken i Madrid.
Bland Pérez Galdós främsta verk återfinns Episodios Nacionales (1872–1912), som är en samling historiska romaner, Fortunata y Jacinta (1887), i vilken författaren riktar kritik mot den spanska medelklassen och Marianela (1878) med sitt tragiska slut.